# Виртуална частица
Виртуална частица във физиката е частица, която съществува за кратко време, при която енергията и импулса не са свързани по познатия ни начин. При виртуалните частици се наблюдават същите закони за запазване, като при реалните.
По дефиниция, виртуалните частици не могат да бъдат наблюдавани, понеже когато бъдат уловени, се превръщат в реални. Тоест не може да ги регистрираме, но може да усетим въздействието им. Пример за такава частица е гравитона.
Необходимостта от виртуални частици възниква в квантовата теория на полето, където взаимодействията между реалните частици се описват като обмен на виртуални частици.
Всеки процес, в който са въвлечени виртуални частици, може да бъде описан схематично с Файнманова диаграма, което улеснява пресмятанията.
Виртуалните частици не се подчиняват на уравнението {\displaystyle m^{2}c^{4}=E^{2}-p^{2}c^{2}}, в частност могат да имат отрицателна кинетична енергия. С увеличаване на времевия и пространствен интервал, амплитудата на вероятността за тяхното съществуване клони към нула, което обяснява и бързата след появяването им анихилация. Тяхното съществуване може да се разглежда и като проява на тунелен преход.
За обяснението на голям брой явления са необходими виртуални частици:
- Закон на Кулон представлява обмен на виртуални фотони между два заряда. В триизмерното пространство от това следва, че силата намалява с квадрата на разстоянието между зарядите;

- Силното ядрено взаимодействие представлява обмен на виртуални глуони. Това е причината атомните ядра да са стабилни, въпреки че протоните следва да се отблъскват, понеже са с еднакви заряди;

- Слабото ядрено взаимодействие е резултат от обмена на виртуални W-бозони;

- Ефект на Казимир;

- Сили на Ван дер Ваалс, които отчасти се дължат на ефекта на Казимир;

- Лъчение на Хокинг.

|  | Тази страница частично или изцяло представлява превод на страницата Virtual particle в Уикипедия на английски. Оригиналният текст, както и този превод, са защитени от Лиценза „Криейтив Комънс – Признание – Споделяне на споделеното“, а за съдържание, създадено преди юни 2009 година – от Лиценза за свободна документация на ГНУ. Прегледайте историята на редакциите на оригиналната страница, както и на преводната страница, за да видите списъка на съавторите. ВАЖНО: Този шаблон се отнася единствено до авторските права върху съдържанието на статията. Добавянето му не отменя изискването да се посочват конкретни източници на твърденията, които да бъдат благонадеждни. |